# Phanotea orestria
Phanotea orestria är en spindelart som beskrevs av Griswold 1994. Phanotea orestria ingår i släktet Phanotea och familjen Zoropsidae. Inga underarter finns listade i Catalogue of Life.